# Pipa (meglica)
Pipa (tudi Barnard 59, 65, 66, 67 in 78) je temna meglica v ozvezdju Kačenosca in del meglice Temni konj. Je velik, pipi podoben oblak prahu, ki zakriva Rimsko cesto za sabo.
Pod temnim, svetlobno neonesnaženim nebom je vidna s prostim očesom, vendar je še vedno najlepša z daljnogledom.